# 朱正軒
朱正軒（1989年8月20日—），台南人，中華民國台灣政治人物，民主進步黨籍，現為臺南市議會議員；曾任立委林宜瑾服務處執行長、台南市市長室祕書。

## 生涯
朱正軒生於台南市，出身勞工家庭，在研究所期間開始接觸政治工作，從立委林宜瑾服務處工讀生做起，碩士畢業後轉正職，後升任至林宜瑾服務處執行長，累積近10年政治工作。後轉往黃偉哲競選團隊服務，並隨黃偉哲當選，進入市長室擔任祕書職務。
2022年，朱正軒當選為第4屆台南市議員。

## 外部連結
- 臺南市議會市議員資訊網
- 朱正軒的Facebook專頁
- 朱正軒的Instagram帳戶
- YouTube上的朱正軒頻道